# Contea di Gratiot
La contea di Gratiot, in inglese Gratiot County, è una contea dello Stato del Michigan, negli Stati Uniti. La popolazione al censimento del 2000 era di 42 285 abitanti. Il capoluogo di contea è Ithaca.